# Conus nussatella
Conus nussatella е вид охлюв от семейство Conidae. Възникнал е преди около 0,13 млн. години по времето на периода кватернер. Видът не е застрашен от изчезване.

## Разпространение и местообитание
Разпространен е в Австралия (Западна Австралия, Куинсланд и Северна територия), Американска Самоа, Бангладеш, Бахрейн, Британска индоокеанска територия (Чагос), Вануату, Виетнам, Гуам, Джибути, Египет (Синайски полуостров), Йемен, Източен Тимор, Индия, Индонезия, Иран, Камбоджа, Катар, Кения, Кирибати, Китай, Кокосови острови, Коморски острови, Кувейт, Мавриций, Мадагаскар, Малайзия, Малдиви, Малки далечни острови на САЩ (Лайн), Маршалови острови, Мианмар, Микронезия, Мозамбик, Науру, Ниуе, Нова Каледония, Обединени арабски емирства, Оман, Остров Норфолк, Остров Рождество, Острови Кук, Пакистан, Палау, Папуа Нова Гвинея, Питкерн, Реюнион, Самоа, Саудитска Арабия, Северна Корея, Северни Мариански острови, Сейшели, Сингапур, Соломонови острови, Сомалия, Судан, Тайланд, Танзания, Токелау, Тонга, Тувалу, Уолис и Футуна, Фиджи, Филипини, Френска Полинезия, Шри Ланка и Япония (Кюшу, Хоншу и Шикоку).
Обитава крайбрежията и пясъчните дъна на морета, лагуни и рифове. Среща се на дълбочина от 1 до 17 m, при температура на водата около 26,8 °C и соленост 35 ‰.